# Календарь из двух кубиков
Календарь из двух кубиков — настольный календарь, состоящий из двух кубиков, на грани которых нанесены цифры от 0 до 9 (цифры 6 и 9 занимают одну грань куба). На каждой грани каждого кубика нанесена одна цифра. День выставляется путём расположения двух кубиков так, чтобы число месяца (от 01 до 31) читалось на передних гранях кубиков.
Описан в качестве головоломки в книгах Мартина Гарднера; головоломка заключается в том, чтобы по описанию и изображению календаря восстановить цифры на невидимых гранях. Неоднократно упоминался в научно-популярной литературе, журналах, газетах.
По словам Гарднера, он увидел календарь на витрине магазина. Согласно письму, полученному Гарднером от Джона С. Синглтона из Англии, в 1957 году Синглтон запатентовал календарь (патент № 831572), но в 1965 году патент перешёл в другие руки.
В настоящее время в качестве сувениров под разными названиями выпускаются варианты календаря, отличающиеся дизайном и наличием дополнительных брусков для указания текущего месяца.